# ريتشارد شيرمان (لاعب كرة قدم أمريكية)
ريتشارد شيرمان (بالإنجليزية: Richard Sherman)‏ هو لاعب كرة قدم أمريكية أمريكي، ولد في 30 مارس 1988 في كومبتون في الولايات المتحدة.

## وصلات خارجية
- الموقع الرسمي
- ريتشارد شيرمان على موقع الاتحاد الدولي لألعاب القوى (الإنجليزية)
- ريتشارد شيرمان على موقع إي إس بي إن.كوم (أن.أف.أل)3
- ريتشارد شيرمان على موقع مرجع كرة القدم المحترفة.كوم (الإنجليزية)